# Philippe Rombi
 (octobre 2021).
Si vous disposez d'ouvrages ou d'articles de référence ou si vous connaissez des sites web de qualité traitant du thème abordé ici, merci de compléter l'article en donnant les références utiles à sa vérifiabilité et en les liant à la section « Notes et références ».
Pour les articles homonymes, voir Rombi.
Philippe Rombi est un compositeur français de musique de films né le 3 avril 1968 à Pau.
Il est notamment un collaborateur régulier des réalisateurs François Ozon, Christophe Barratier et Dany Boon.
Il a été nommé quatre fois pour le César de la meilleure musique originale pour Joyeux Noël, Dans la maison, Frantz et Boîte noire.

## Biographie
Philippe Rombi est surtout connu pour ses musiques de film. Il est également pianiste, arrangeur et chef d'orchestre.
Après des études au conservatoire de Marseille, Philippe Rombi entre dans la classe d'Antoine Duhamel à l’Ecole Normale de Musique de Paris. Il commence à composer pour des élèves de la Fémis.
Il rencontre le réalisateur François Ozon et le producteur François Kraus qui vont, chacun de leur côté, contribuer à lancer sa carrière dans la musique de film. Il signe en effet la quasi-totalité des bandes originales de films de François Ozon à partir des Amants criminels (1999).
En 2021, il compose deux titres dans l'album de Sheila, Venue d'ailleurs.

## Filmographie

### Cinéma

#### Longs métrages
- 1999 : Les Amants criminels de François Ozon
- 2000 : Sous le sable de François Ozon
- 2001 : Oui, mais… d'Yves Lavandier
- 2001 : Une hirondelle a fait le printemps de Christian Carion
- 2002 : Une employée modèle de Jacques Otmezguine
- 2003 : Swimming Pool de François Ozon
- 2003 : Le Coût de la vie de Philippe Le Guay
- 2003 : Jeux d'enfants de Yann Samuell
- 2004 : Comme une image d'Agnès Jaoui
- 2004 : Le Rôle de sa vie de François Favrat
- 2004 : 5x2 de François Ozon
- 2004 : Mensonges et trahisons et plus si affinités de Laurent Tirard
- 2005 : Joyeux Noël de Christian Carion
- 2006 : Du jour au lendemain de Philippe Le Guay
- 2006 : La maison du bonheur de Dany Boon
- 2007 : Angel de François Ozon
- 2008 : Bienvenue chez les Ch'tis de Dany Boon
- 2008 : La Fille de Monaco d'Anne Fontaine
- 2008 : Un homme et son chien de Francis Huster
- 2009 : Ricky  de François Ozon
- 2010 : Potiche  de François Ozon
- 2011 : Rien à déclarer de Dany Boon
- 2011 : La Nouvelle Guerre des boutons de Christophe Barratier
- 2011 : Hollywoo de Frédéric Berthe et Pascal Serieis
- 2012 : Dans la maison de François Ozon
- 2013 : Jeune et Jolie de François Ozon
- 2014 : Une nouvelle amie de François Ozon
- 2014 : Astérix : Le Domaine des dieux de Louis Clichy et Alexandre Astier
- 2015 : Un moment d'égarement de Jean-François Richet
- 2015 : Le Grand Partage d'Alexandra Leclère
- 2016 : L'Outsider de Christophe Barratier
- 2016 : Frantz de François Ozon
- 2017 : L'Amant double de François Ozon
- 2017 :  L'Un dans l'autre de Bruno Chiche
- 2018 : Astérix : Le Secret de la potion magique de Louis Clichy et Alexandre Astier
- 2021 : Boîte noire de Yann Gozlan
- 2021 : Envole-moi de Christophe Barratier
- 2021 : Mes très chers enfants d'Alexandra Leclère
- 2022 : Le Temps des secrets de Christophe Barratier
- 2022 : Une belle course de Christian Carion
- 2023 : Mon crime de François Ozon
- 2023 : Visions de Yann Gozlan
- 2025 : Dalloway de Yann Gozlan

#### Courts métrages
- 1993 : Chocolat amer d'Isabelle Broué
- 1994 : Vanilla Lemon d'Isabelle Broué
- 1999 : Les fourches caudines de Michaël Donio
- 2000 : À corps perdu d'Isabelle Broué
- 2002 : Nuit d'argent de Michaël Donio
- 2009 : Le Lit près de la fenêtre de Michaël Barocas
- 2012 : Goodbye L.A. de Michaël Barocas
- 2013 : Guet-apens de Michaël Barocas
- 2015 : Deux femmes au cinéma de Mathieu Hippeau

### Télévision
- 2000 : Paris-Deauville (téléfilm) d'Isabelle Broué
- 2004 : Joe Pollox et les mauvais esprits (téléfilm) de Jérôme Foulon
- 2005 : La Femme coquelicot (téléfilm) de Jérôme Foulon